# Охлювець
О́хлювець (болг. Охлювец) — село в Кирджалійській області Болгарії. Входить до складу общини Кирджалі.

## Населення
За даними перепису населення 2011 року у селі проживали 222 особи, з них 118 осіб (98,3%) — турки.
Розподіл населення за віком у 2011 році:
Динаміка населення: